# Lion Air Flight 610

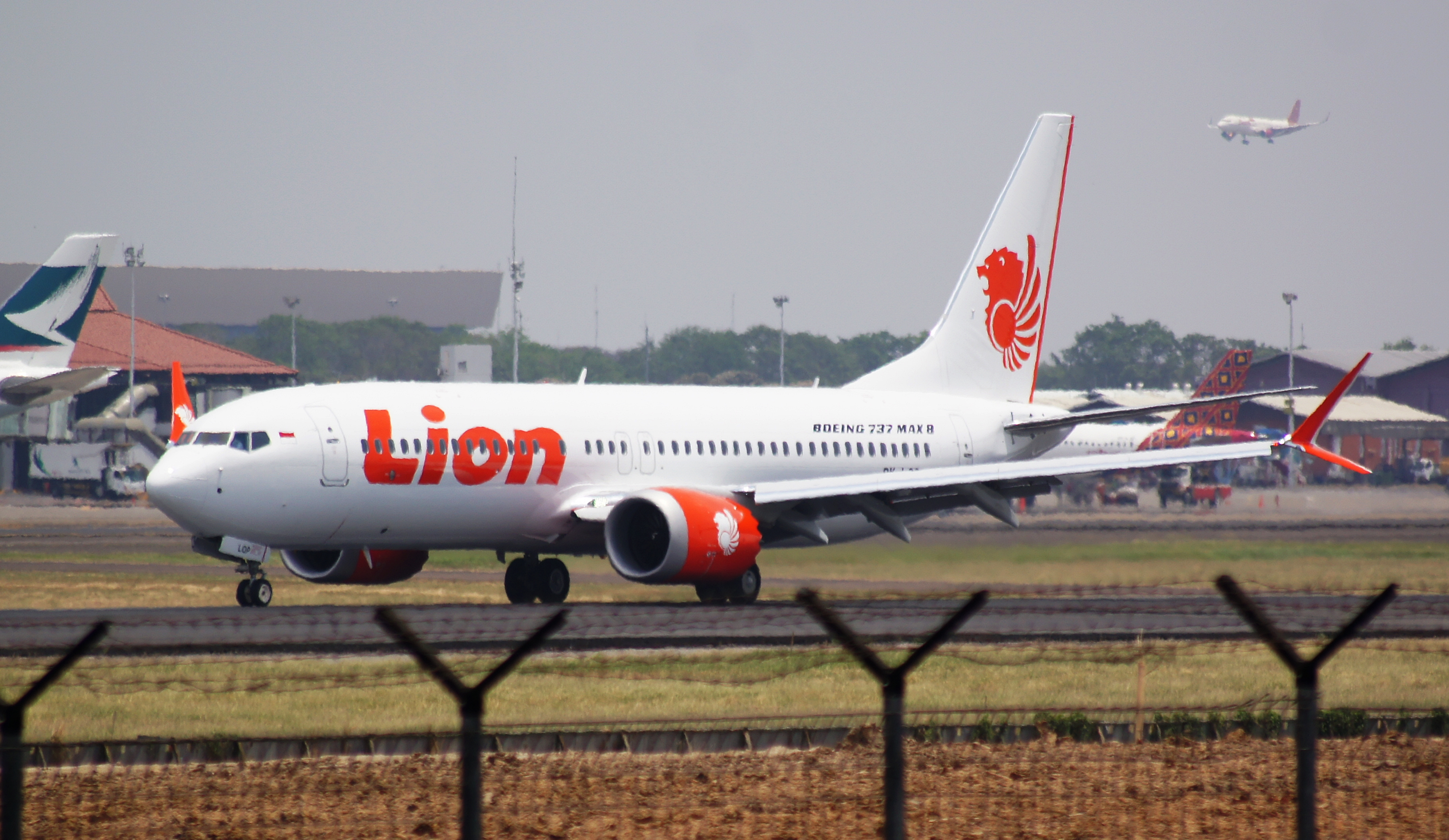
Det olycksdrabbade flygplanet med registreringen PK-LQP i september 2018.

Lion Air Flight 610 var en flygning med det Indonesiska flygbolaget Lion Air, som var på väg från Soekarno–Hatta International Airport i Jakarta, Indonesien till Depati Amir Airport i Pangkal Pinang. Den 29 oktober 2018 havererade flygplanet, en Boeing 737 MAX 8, ca 12 minuter efter start, i havet utanför Java. Alla 189 personerna ombord omkom, varav 181 var passagerare och 8 var besättning. Offren var från Indonesien, Indien och Italien.
